# Гемер (округ Ревуца)
Ге́мер (словац. Gemer) — село, громада в окрузі Ревуца, Банськобистрицький край, Словаччина. Кадастрова площа громади — 17,97 км². Населення — 887 осіб (за оцінкою на 31 грудня 2017 року).

## Географія
Протікає річка Лапша.

## Історія
Перші згадки про населений пункт датуються 1198 роком як Gumur.

## Населення
| Рік:            | 1994. | 2004.   | 2014.    | 2024.   |
| --------------- | ----- | ------- | -------- | ------- |
| Кількість осіб: | 834   | 807     | 894      | 889     |
| Різниця:        |       | -3,23 % | +10,78 % | -0,55 % |

| Рік:            | 2023. | 2024.   |
| --------------- | ----- | ------- |
| Кількість осіб: | 915   | 889     |
| Різниця:        |       | -2,84 % |